# Ушлонка
Ушло́нка (Ушлона, Ушлома, Чернуха) — река в Ярославской области России, правый приток Ухры, протекает по Даниловскому району. Река Ушлонка начинается в мелиоративных каналах в урочище Цветково, в эти канавы течёт река Патра. Ушлонка течёт в основном на юг и юго-запад. По её руслу стоят деревни Станово, Симаново, Юрино, Агафоново, Леоньково, Дитино, Иванники, Григорево. Устье реки находится в 61 км по правому берегу реки Ухра, между деревнями Слобода и Берег. Длина реки составляет 30 км.
Правый приток Чёрная Ушлонка впадает между Дитино и Иванниками.

## Данные водного реестра
По данным государственного водного реестра России относится к Верхневолжскому бассейновому округу, водохозяйственный участок реки — Рыбинское водохранилище до Рыбинского гидроузла и впадающие в него реки, без рек Молога, Суда и Шексна от истока до Шекснинского гидроузла, речной подбассейн реки — Реки бассейна Рыбинского водохранилища. Речной бассейн реки — (Верхняя) Волга до Куйбышевского водохранилища (без бассейна Оки).
Код объекта в государственном водном реестре — 08010200412110000010140.